# Pidluby
Pidluby (ukrainisch Підлуби; russisch Подлубы Podluby, polnisch Podłuby Wielkie) ist ein Dorf in der westukrainischen Oblast Lwiw mit etwa 704 Einwohnern.
Am 12. Juni 2020 wurde das Dorf ein Teil neu gegründeten Stadtgemeinde Nowojaworiwsk im Rajon Jaworiw; bis dahin bildete es zusammen mit dem Dorf Moloschkowytschi die Landratsgemeinde Berdychiw (Бердихівська сільська рада/Berdychiwska silska rada) im Rajon Jaworiw.

## Geschichte
Der Ort wurde im Jahre 1456 als Podluby und später als Podlubye (1469), Podlwby (1485), Podluby (1494, 1497, 1515), Podlubie (1578), Podłuby (1700), Podłuby Wielkie (1887) urkundlich erwähnt.
Er gehörte zunächst zum Lemberger Land in der Woiwodschaft Ruthenien der Adelsrepublik Polen-Litauen. Bei der Ersten Teilung Polens kam das Dorf 1772 zum neuen Königreich Galizien und Lodomerien des habsburgischen Kaiserreichs (ab 1804), seit 1867 war er hier in den Bezirk Jaworów eingegliedert.
Im Jahre 1900 hatte die Gemeinde Podłuby Wielkie 96 Häuser mit 491 Einwohnern, davon 480 ruthenischsprachig, 5 polnischsprachig, 6 deutschsprachig, 473 griechisch-katholisch, 12 römisch-katholisch, 6 Juden.
Nach dem Ende des Polnisch-Ukrainischen Kriegs 1919 kam die Gemeinde zu Polen. Im Jahre 1921 hatte die Gemeinde Podłuby Wielkie 95 Häuser mit 548 Einwohnern, davon 523 Ruthenen, 25 Polen, 522 griechisch-katholisch, 21 römisch-katholisch, 5 Juden (Religion).
Im Zweiten Weltkrieg gehörte der Ort zuerst zur Sowjetunion und ab 1941 zum Generalgouvernement, ab 1945 wieder zur Sowjetunion, heute zur Ukraine.

### Moosberg

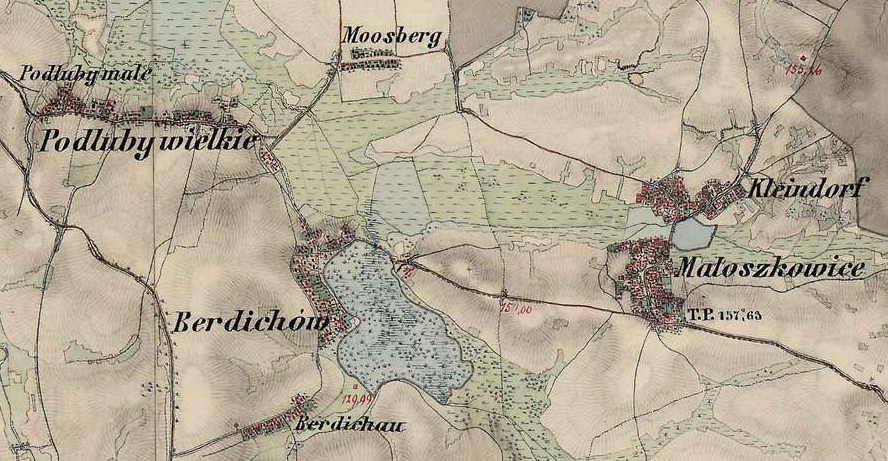
Berdychiw mit Berdikau, Podluby Wielkie mit Moosberg und Małoszkowice mit Kleindorf auf der Franziszeischen Landesaufnahme um die Mitte des 19. Jahrhunderts

Im Jahre 1785 im Zuge der Josephinischen Kolonisation wurden auf dem Grund des Dorfes deutsche Kolonisten reformierter Konfession angesiedelt. Die Kolonie wurde Moosberg (auch Mosberg und auf Polnisch Niemcy Podłubieckie) genannt und wurde eine unabhängige Gemeinde, die eine andere deutsche Kolonie als Ortschaft Berdikau (siehe Berdychiw) umfasste. Die Protestanten gründeten eine helvetische Filialgemeinde der Pfarrgemeinde Hartfeld in Evangelische Superintendentur A. B. Galizien.
Im Jahre 1900 hatte die Gemeinde Moosberg mit dem Ortsteil Berdikau 26 Häuser (18 in Moosberg) mit 164 Einwohnern (107 in Moosberg), davon 141 deutschsprachig (90 in Moosberg), 22 ruthenischsprachig (17 in Moosberg), 1 polnischsprachig (in Berdikau), 22 griechisch-katholisch (17 in Moosberg), 3 römisch-katholisch (1 in Moosberg), 139 anderen Glaubens (89 in Moosberg).
Im Jahre 1921 hatte die Gemeinde Moosberg mit dem Ortsteil Berdikau 36 Häuser (27 in Moosberg) mit 247 Einwohnern (173 in Moosberg), davon 114 Polen (nur in Moosberg), 63 Ruthenen (47 in Moosberg), 59 Deutschen (nur in Berdikau), 107 römisch-katholische (in Moosberg), 70 griechisch-katholische (2 in Moosberg), 1 anderer Christ (in Berdikau), 11 Juden (Religion, in Moosberg).
Am 24. Mai 1939 wurde der Name Moosberg auf Stanisławówka und Berdikau auf Michałówka geändert.
Am 7. April 1944 wurden etwa 160 Polen von OUN-UPA brutal getötet. Heute stehen an der Stelle des ehemaligen Dorfes nur ein paar Gebäude der Kolchose von Pidluby.